# Mietje Germonpré
Mietje Germonpré (1958) is een Belgische paleontoloog en archeozoöloog, verbonden aan het Koninklijk Belgisch Instituut voor Natuurwetenschappen, Brussel.
Haar onderzoeksdomeinen zijn :
- Prehistorische hondachtigen en het begin van de domesticatie van de wolf tot hond.
- De Pleistocene fauna in paleolithische plaatsen: de mens-dier-verhouding.
- Seizoensgebondenheid en mobiliteit van de laatste Neanderthalers / eerste anatomisch moderne mens in Noord-West-Europa: een faunal perspectief.

Mietje Germonpré is een wereldautoriteit bij het aantonen dat de wolf reeds meer dan 30.000 jaar geleden gedomesticeerd is tot hond, dubbel zo lang als aangenomen in de courante opvatting. Dit betekent dat Europese jager-verzamelaars dit domesticatieproces begonnen tijdens de Laatste IJstijd.
Zo identificeerde ze in 2009 een schedel als van een hond : de befaamde hond van Goyet, een schedel uit de grotten van Goyet, België, en nu in de collecties van het KBIN. Deze schedel is 32.000 à 36.000 jaar oud gedateerd en het oudst gekende fossiel van een hondachtige ter wereld en als zodanig het oudst gedomesticeerd dier. De hond van Goyet is geen directe voorouder van de moderne hond, maar behoort eerder toe tot een uitgestorven zustergroep. Dit suggereert dat de schedel van Goyet stamt uit een vroege domesticatieperiode, zonder nakomelingen. Ze vond in 2011 in het Tsjechische Předmostí schedels van honden waarvan ze bij onderzoek vaststelde dat deze 30.000 jaar geleden reeds gedomesticeerd waren. Door het Amerikaanse Archaeology Magazine werd deze ontdekking in de top-10 geplaatst van meest waardevolle archeologische onderzoekingen van dat jaar.
Germonpré studeerde aan de Universiteit Gent en promoveerde in 1989 tot doctor aan de VUB. Sinds 1989 werkt ze als onderzoekster aan het Koninklijk Belgisch Instituut voor Natuurwetenschappen.
Onder de meer dan 100 wetenschappelijk publicaties mee op haar naam behoren artikelen in Science en Scientific Reports.